# NOS Headlines
NOS Headlines was een deelredactie van de NOS. In 2000 door een aantal jonge NOS-medewerkers opgestart als 3FM Nieuws. NOS Headlines verzorgde nieuws voor jongeren van alle opleidingsniveaus. Er waren binnen NOS Headlines drie onderdelen die nieuws verzorgden voor 3FM/FunX, NOS Teletekst pagina 401, www.nosheadlines.nl en www.nosweblogs.nl. Sinds mei 2011 is NOS Headlines gefuseerd met het NOS Journaal op 3 naar NOS op 3.